# 默切特飯店
54°36′04″N 5°55′30″W / 54.601°N 5.925°W

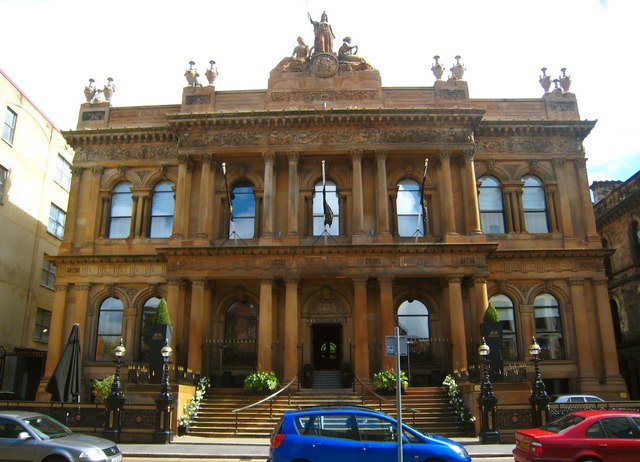
默切特飯店

默切特飯店（Merchant Hotel）是英國北愛爾蘭貝爾法斯特的一座五星級高檔飯店，位於斯基普街。

## 历史
酒店建築修建於19世紀中期，最初是阿爾斯特銀行總部。2006年，這座建築改為酒店。2009年7月，默切特飯店獲得世界最佳飯店酒吧獎。

## 外部連結
维基共享资源上的相關多媒體資源：默切特飯店
- Official website （页面存档备份，存于）